# Georges Dumézil
Georges Dumézil (født 4. marts 1898 i Paris, død 11. oktober 1986 samme sted) var en fransk komparativ filolog, som er kendt for sin analyse af herredømme og magt i religion og samfund blandt de indoeuropæiske folk.
Han er en af de store bidragydere i udforskningen af myter, og specielt har hans udvikling af hypotesen om de tredelte, sociale klassers funktion blandt de indoeuropæiske kulturer (kelterne, grækerne, inderne og germanerne) stor betydning.
Dumézils indflydelse var stor i midten af 1930'erne. I 1935 forlod han sin stilling på universitetet i Uppsala og fik en stilling i Komparativ religion i indoeuropæiske folk på det prestigefyldte École pratique des hautes études. Han blev udnævnt til professor i 1949 og blev valgt til Académie française i 1978, takket være sin rolle som mentor for Claude Lévi-Strauss, hans kollega i myter. I 1984 fik han udnævnelsen Prix mondial Cino Del Duca.
Dumézil er kendt som mentor for en række yngre franske forskere. Det var ham, der sikrede, at Michel Foucault kunne undervise midlertidigt på Uppsala tidligt i sin karriere.
Dumézils sympati for fascismen har gjort ham til en kontroversiel forsker både i samtiden og eftertiden. I 1930'erne støttede Dumézil det fascistiske "Action française" og satte Benito Mussolini højt. Dumézils forhold til Benoist og Haudry var mangetydig, men blandt hans nærmeste kollegaer var Otto Höfler (som var tilknyttet Ahnenerbe), Jan de Vries (en nazistisk kollaboratør) og Stig Wikander (som havde en dunkel relation til nazisme).